# Square Caulaincourt
Le square Caulaincourt est une voie publique du 18e arrondissement de Paris, en France.

## Situation et accès
Voie en forte pente, constituée en grande partie par un escalier de 112 marches, elle débute au 63, rue Caulaincourt et se termine quelques dizaines de mètres plus bas, au 83, rue Lamarck.

Quelques vues de la rue
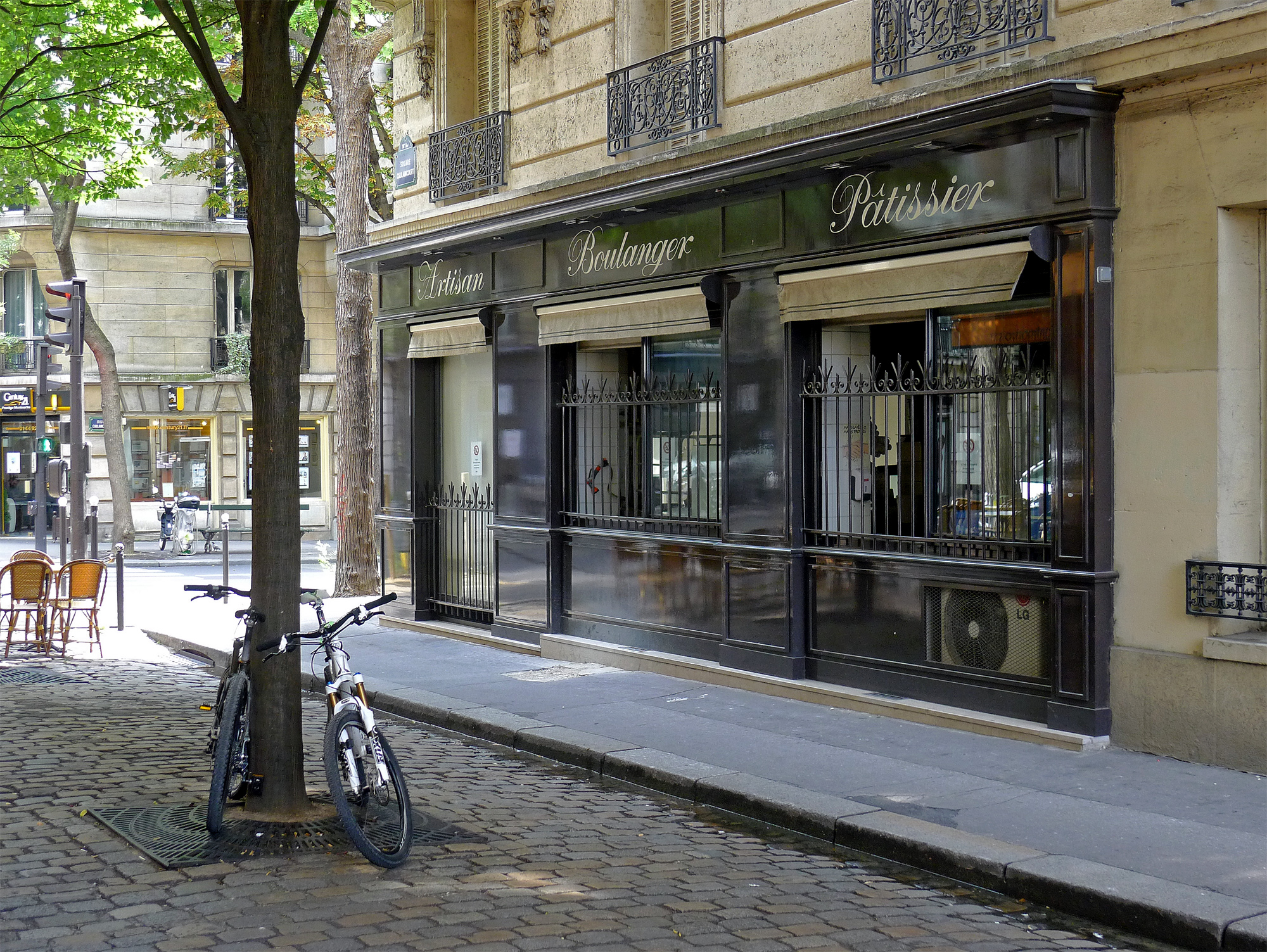
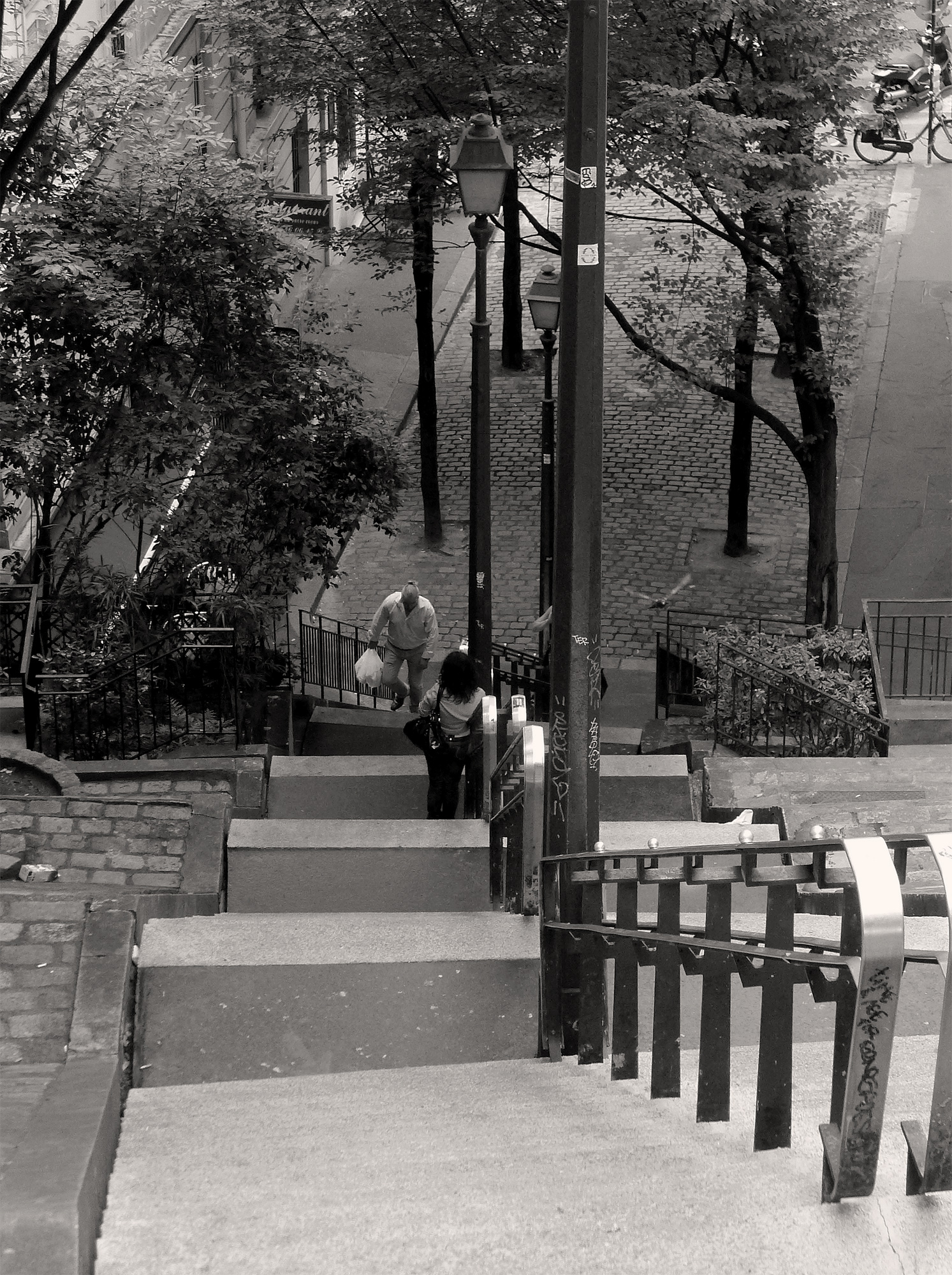
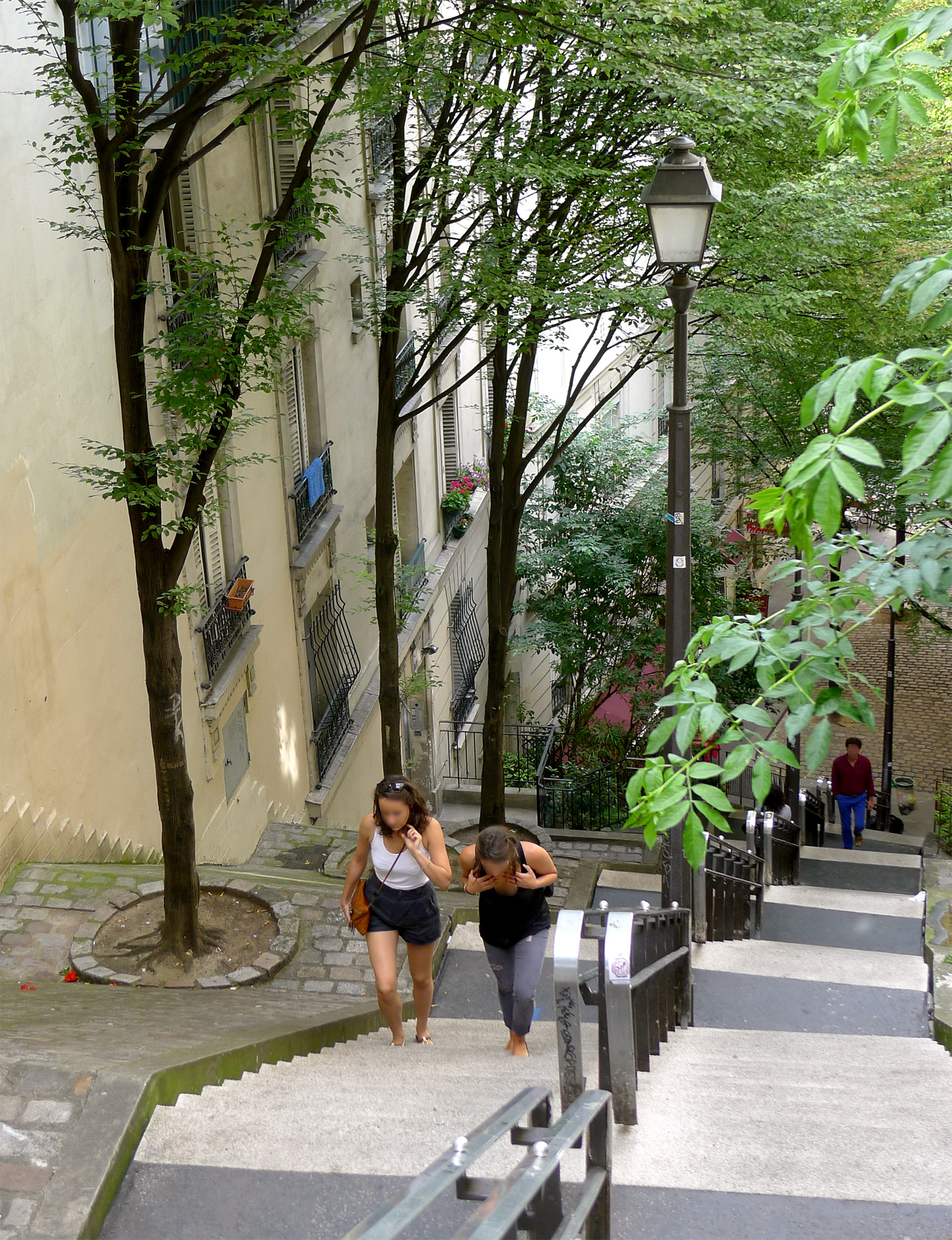

## Origine du nom
Elle porte le nom d'Armand Augustin Louis de Caulaincourt, général et duc de Vicence (1773-1827), défenseur du quartier en 1814.

## Historique
Cette voie est ouverte en 1897 par MM. Lacour et Viguier puis est classée dans la voirie de Paris par un arrêté du 7 février 1969.